# Jequitinhonha
Jequitinhonha là một đô thị thuộc bang Minas Gerais, Brasil. Đô thị này có diện tích 3517,529 km², dân số năm 2007 là 23982 người, mật độ 6,5 người/km².